# Гері Купер
Гері Купер (англ. Gary Cooper, повне ім'я Frank James Cooper; 7 травня 1901 — 13 травня 1961) — американський актор, володар двох «Оскарів» за найкращу чоловічу роль (1941, 1952) і почесного «Оскара» за загальний внесок у розвиток американського кіно (1961).

## Біографія
Народився в сім'ї заможного землевласника на ранчо в штаті Монтана і здобув освіту в приватній британській школі. Починаючи з 1926 р., знімався в німому кіно — переважно у вестернах, зокрема, завдяки тому, що чудово тримався в сідлі. Першим звуковим фільмом за участю Купера був «Вірджинець» (1929). У цій картині Купер промовляв репліки в скупій, уривистій манері, яка згодом стала його характерною рисою.
Протягом 1930-х рр. Купер знімався у вестернах і пригодницьких стрічках (наприклад «Справи і дні бенгальського улана», 1935), змагаючись з Кларком Ґейблом за звання першого ловеласа Голлівуду. Ходили чутки про його романтичні зв'язки з Інгрид Бергман, Марлен Дітріх, Грейс Келлі і Патріцією Ніл (яка й справді під тиском Купера була вимушена зробити аборт). 
У 1936 році Купер разом із англійською акторкою Медлін Керол знявся пригодницькому фільмі Льюїса Майлстоуна «Генерал помер на світанку» (англ. The General Died at Dawn), де він грає американського солдата удачі в Китаї, який допомагає селянам захищатися від гніту жорстокого воєначальника. Фільм був схвально сприйнятий критиками.
У 1941 р. отримав свій перший «Оскар» — за фільм «Сержант Йорк». У роки Другої світової війни Купер часто давав концерти на південному тихоокеанському театрі бойових дій. Великий успіх серед американських солдатів здобула картина «Гордість янкі» (1942), у якій він зіграв знаменитого бейсболіста. Тим часом критики дедалі частіше зазначали, що Купер знімається забагато і грає «упівсили».
Після війни Купер грав переважно у вестернах. У часи маккартизму погляди актора стають досить консервативними; під впливом дружини він переходить у католицизм. У 1952 р. отримує другий «Оскар» за найкращу, на думку багатьох, свою роль — у фільмі «Рівно опівдні». Останні роки свого життя Куперу доводилося боротися з раком простати, проте він приховував свій діагноз. Багато часу перебував на ранчо свого приятеля Ернеста Гемінґвея. За декілька місяців до смерті актора його друг, Джеймс Стюарт, отримуючи від імені Купера почесний «Оскар», натякнув на те, що той важко хворий. За п'ять днів після того, як світ відзначив 60-ліття Гері Купера, актор помер.

## Вибрана фільмографія
| Рік  |   | Українська назва                | Оригінальна назва             | Роль                  |
| ---- | - | ------------------------------- | ----------------------------- | --------------------- |
| 1925 | ф | Бен-Гур: історія Христа         | Ben-Hur: A Tale of the Christ | епізод                |
| 1925 | ф | Орел                            | The Eagle                     | епізод                |
| 1926 | ф | Повінь у Джонстауні             | The Johnstown Flood           | епізод                |
| 1927 | ф | Крила                           | Wings                         | білий кадет           |
| 1930 | ф | Марокко                         | Morocco                       | Легіонер Том Браун    |
| 1932 | ф | Прощавай, зброє                 | A Farewell to Arms            | Фредерік Генрі        |
| 1933 | ф | Сьогодні ми живемо              | Today We Live                 | Богард                |
| 1935 | ф | Шлюбна ніч                      | The Wedding Night             | Тоні Барет            |
| 1936 | ф | Містер Дідс переїжджає до міста | Mr. Deeds Goes to Town        | Лонгфелло Дідс        |
| 1936 | ф | Бажання                         | Desire                        | Том Бредлі            |
| 1941 | ф | Познайомтеся з Джоном Доу       | Meet John Doe                 |                       |
| 1942 | ф | Гордість янкі                   | The Pride of the Yankees      | Генрі Луїс «Лу» Геріг |
| 1949 | ф | Це велике почуття               | It's a Great Feeling          | камео                 |
| 1957 | ф | Дружнє переконання              | Friendly Persuasion           | Джес Бердуелл         |
| 1957 | ф | Кохання після полудня           | Love in the Afternoon         | Френк Фленнеган       |